# Brancaleone Doria

Brancaleone conquerí una bona part de Sardenya, inclosa la ciutat de Sàsser, estenent el control d'Arborea sobre altres antics jutjats de l'illa.

Brancaleone Doria fou un noble sard d'ascendència genovesa. Es casà amb Elionor d'Arborea. Era membre d'una branca de la influent família Doria, de la república de Gènova, fill de Brancaleone i Giacomina.

## Biografia
El 16 de març de 1357 es convertí en vassall de Pere III el Cerimoniós, rei de Sardenya, per a legitimar les possessions del seu pare a l'illa.
Quan Hug III d'Arborea, el germà d'Elionor, buscava obtenir una aliança matrimonial amb Gènova, la seva elecció per a un cunyat recaigué en Brancaleone. El matrimoni va tenir lloc el 1376, i va ser únicament una aliança política perquè la família d'Elionor era oposada a les pretensions reials de la Corona d'Aragó a l'illa, amb les quals Brancaleone estava vinculat. Ja en el moment del seu matrimoni, tenia fills il·legítims: Giannettino i Nicholas, amb una dona anònima.
Quan Hug va ser assassinat el 1383, el petit fill d'Elionor i Brancaleone, Frederic I d'Arborea, va ser el successor al jutjat d'Arborea. En aquell moment, Brancaleone era a Catalunya per rebre del rei el títol de comte de Monteleone. Tan aviat com Pere III va saber de l'elecció de Frederic, feu arrestar Brancaleone i l'envià a Càller, on fou empresonat primer a la torre de Sant Pancraç i després a la de l'Elefant de les muralles de la ciutadella. Arborea era governat mentrestant per Elionor.
Frederic morí jove i fou succeït pel segon fill de Brancaleone i Elionor, Marià V d'Arborea. Brancaleone fou alliberat finalment l'1 de gener de 1390. La seva fidelitat a la Corona d'Aragó s'havia trencat definitivament.
L'1 d'abril de 1391, Brancaleone atacà Castell de Càller i el 16 d'agost ocupà Sàsser i Osilo amb el seu fill Marià. El setembre, conquerí els castells de Fava, Galtellì, Bonvehì i Pedreso. El 1407 només l'Alguer, Longosardo i Castell de Càller romanien sota control de la Corona d'Aragó. En una carta escrita a Sanluri el 3 de febrer de 1392 anuncià que havia recuperat tots els territoris conquerits per la Corona d'Aragó el 1388. El 16 de març, una flota enviada des de Sicília sota el comandament de Martí l'Humà es presentà al cap de Sant Marc per tal de frenar la rebel·lió de Brancaleone, però l'intent fracassà.
Després de la mort del seu fill Marià V (1407), Arborea passà a mans Guillem II de Narbona, com a besnet de Marià IV. Brancaleone es retirà a les seves possessions de Monteleone (Roccadoria). Es deixen de tenir notícies d'ell poc abans de la batalla de Sanluri (1409).